# Мерсон, Люк-Оливье
Люк-Оливье Мерсон (фр. Luc-Olivier Merson; 21 мая 1846, Париж — 13 ноября 1920, там же) — французский художник, график, гравёр, иллюстратор, член Академии изящных искусств (с 1892).

## Биография

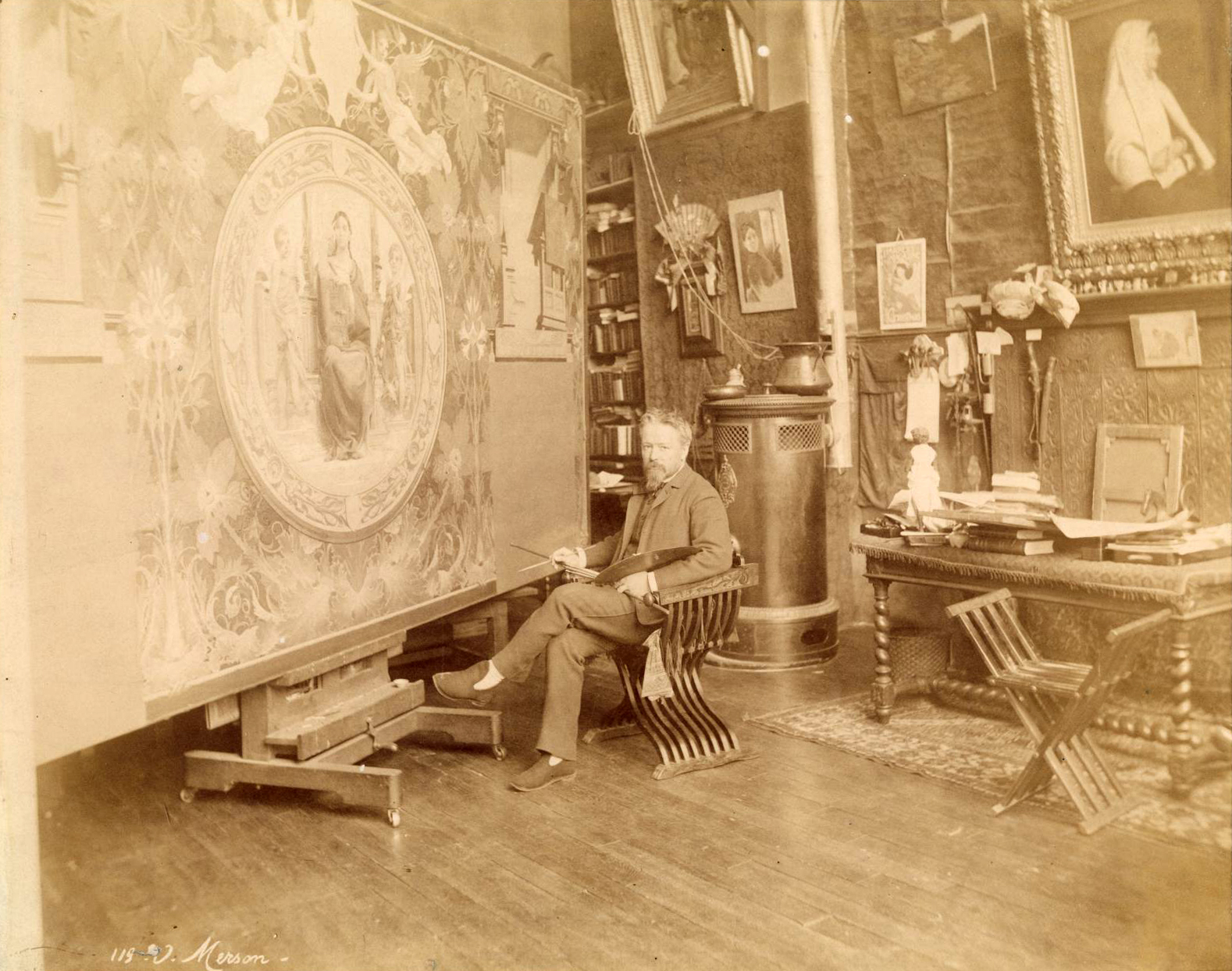
Люк-Оливье Мерсон

Родился и вырос в семье художника и художественного критика Шарля-Оливье Мерсона. Первоначально обучался в Школе Дизайна (École de Dessin), затем продолжил изучение живописи под руководством Изидора Пильса в парижской Школе изящных искусств. Впервые выставил свою работу в Парижском салоне в 1866 году, а три года спустя за историческое полотно «Воин-марафонец» стал лауреатом Римской премии. Находясь в Италии, за пять лет работы написал ряд картин на религиозные и исторические темы.
Вернувшись во Францию, Мерсон в 1875 году был удостоен первого приза и медали на выставке «Общества французских художников».
Популярность художника значительно возросла после присуждения ему Гран-при за картину, экспонировавшуюся на Всемирной выставке 1889 года. В 1892 году Мерсон был избран членом Французской Академии изящных искусств.
С 1906 по 1911 год преподавал в парижской Школе изящных искусств. Воспитал ряд известных художников (в том числе Эжена Каделя и Уильяма Кендалла).
В 1891 году, в знак признания его вклада во французскую культуру, Люк-Оливье Мерсон был награждён орденом Почётного легиона, а в 1920 году за большие заслуги перед Францией — Командорским орденом Почётного легиона (посмертно).
Умер в Париже в 1920 году.

## Творчество

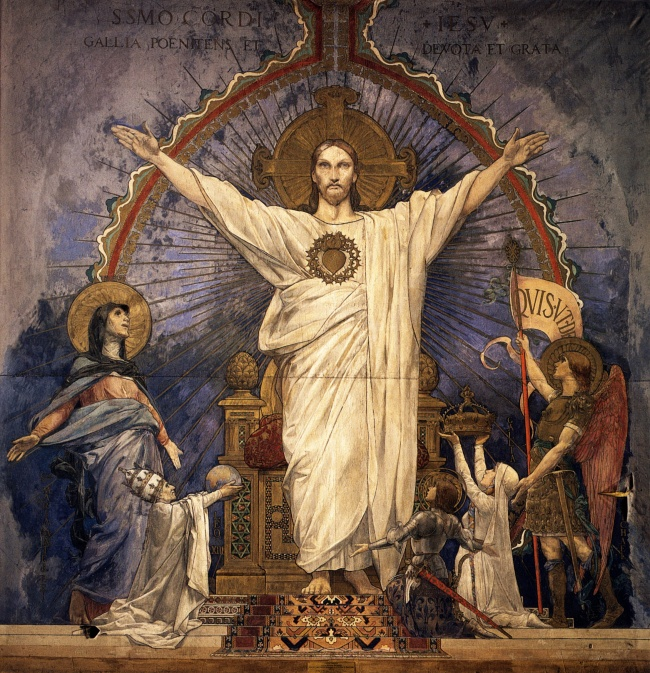
Люк-Оливье Мерсон. «Жанна д’Арк перед Господом». 1901 (Париж, базилика Пресвятого Сердца)

Помимо картин академического направления, Люк-Оливье Мерсон широко известен своими иллюстрациями и гравюрами. Одними из самых известных его работ в этом направлении стали иллюстрации к роману Виктора Гюго «Собор Парижской Богоматери» (1881). Созданные художником мистические, готические образы отражают влияние развивающегося движения символистов во Франции.
Мерсон сделал большой вклад в украшение и декорирование таких архитектурных сооружений Парижа, как Дворец правосудия, Музея Луи Пастера, украсил цветными витражами и монументальной мозаикой на тему «Благоговение Франции перед Сердцем Господним» Базилику Сакре-Кёр и др.
В 1900 году Мерсон занимался разработкой эскизов почтовых марок для почтовых ведомств Франции и Монако, в том числе для Французской почты в Египте.
В 1908 году он был приглашён руководством Государственного Банка Франции для создания проектов для некоторых банкнот и купюр страны, в том числе достоинством сто франков (выпускалась в 1910—1938) и пятьдесят франков (печаталась Банком Франции уже после смерти художника в 1927—1934 годах).

## Галерея

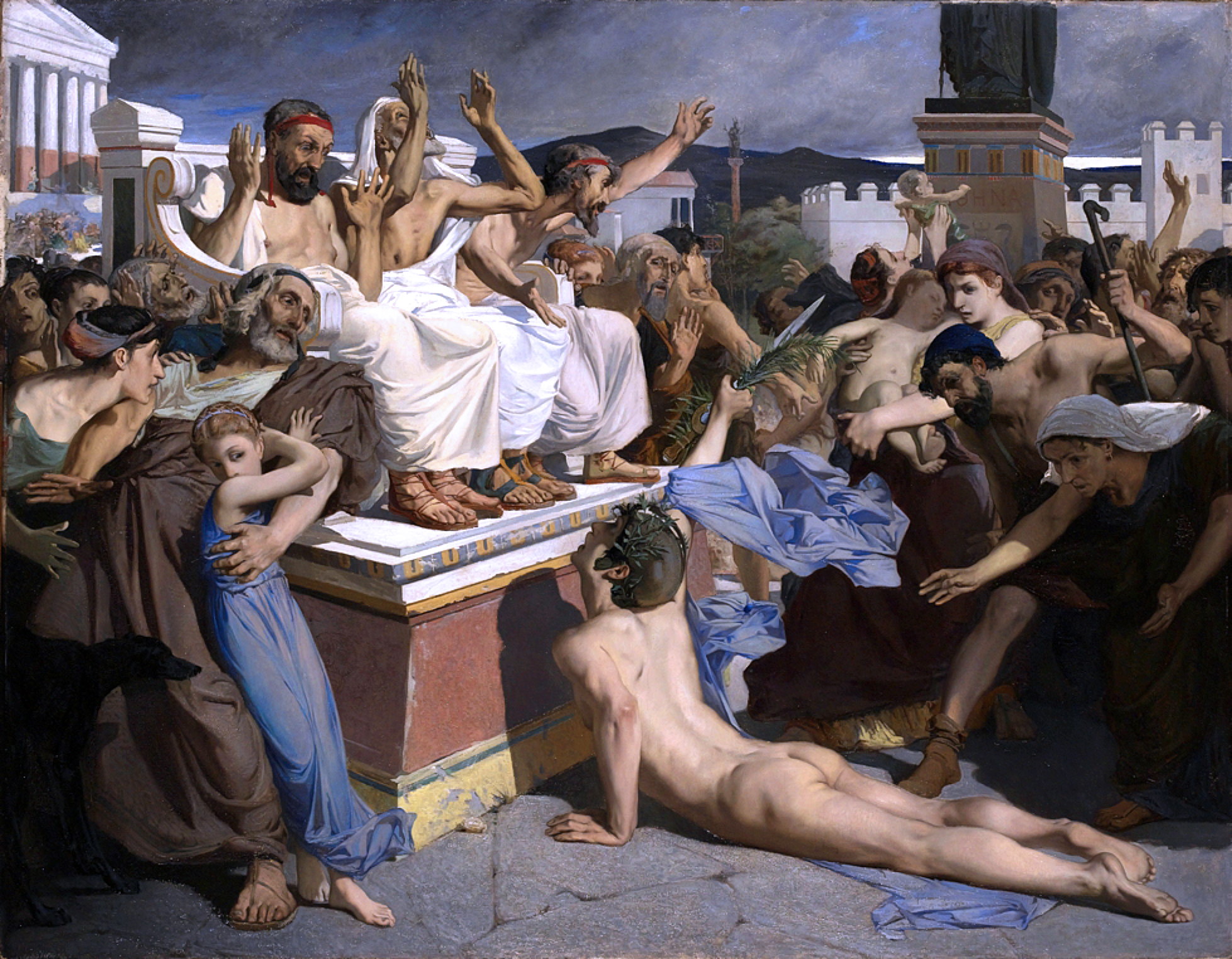
Фидиппид, гонец из Марафона
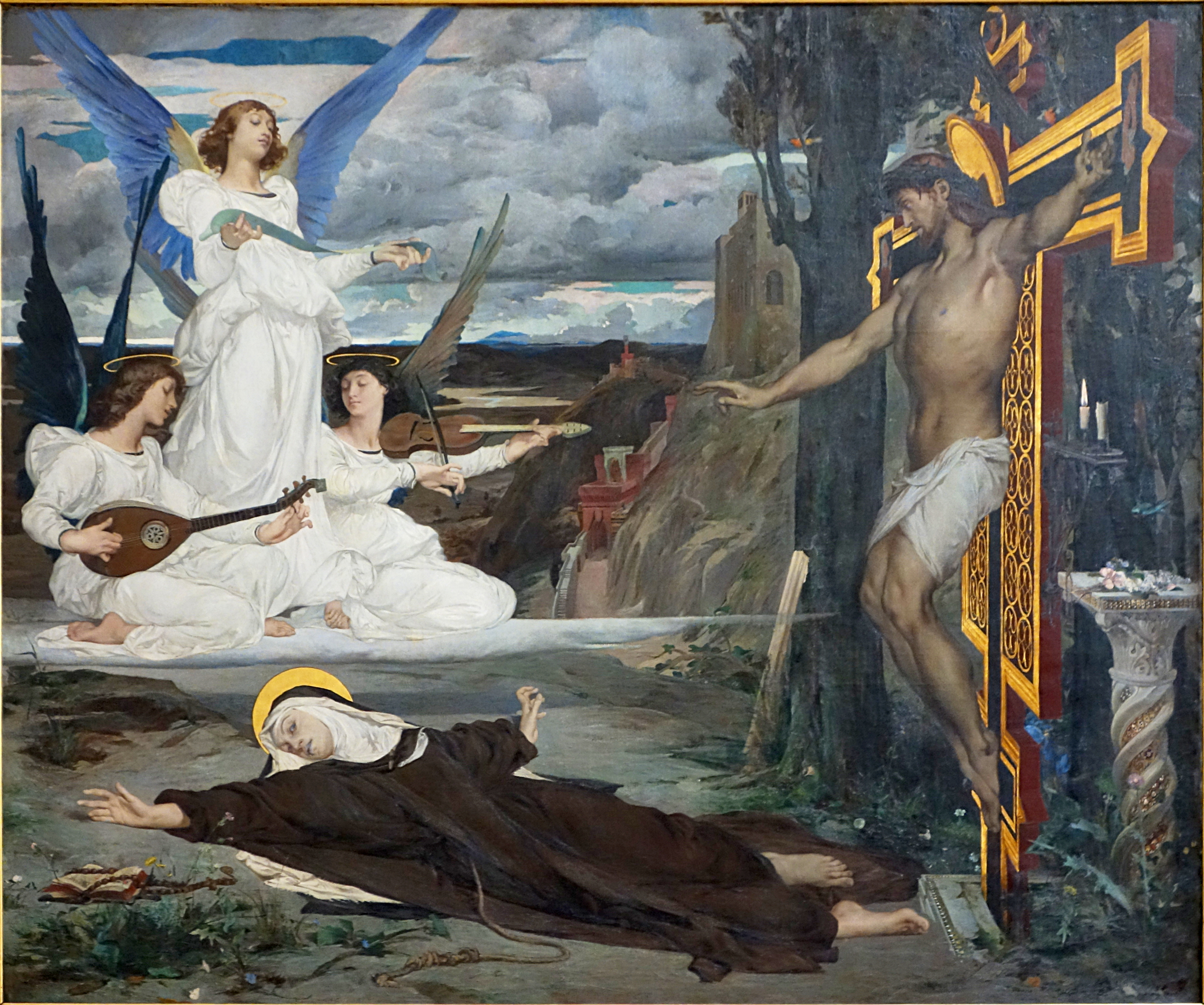
Видение
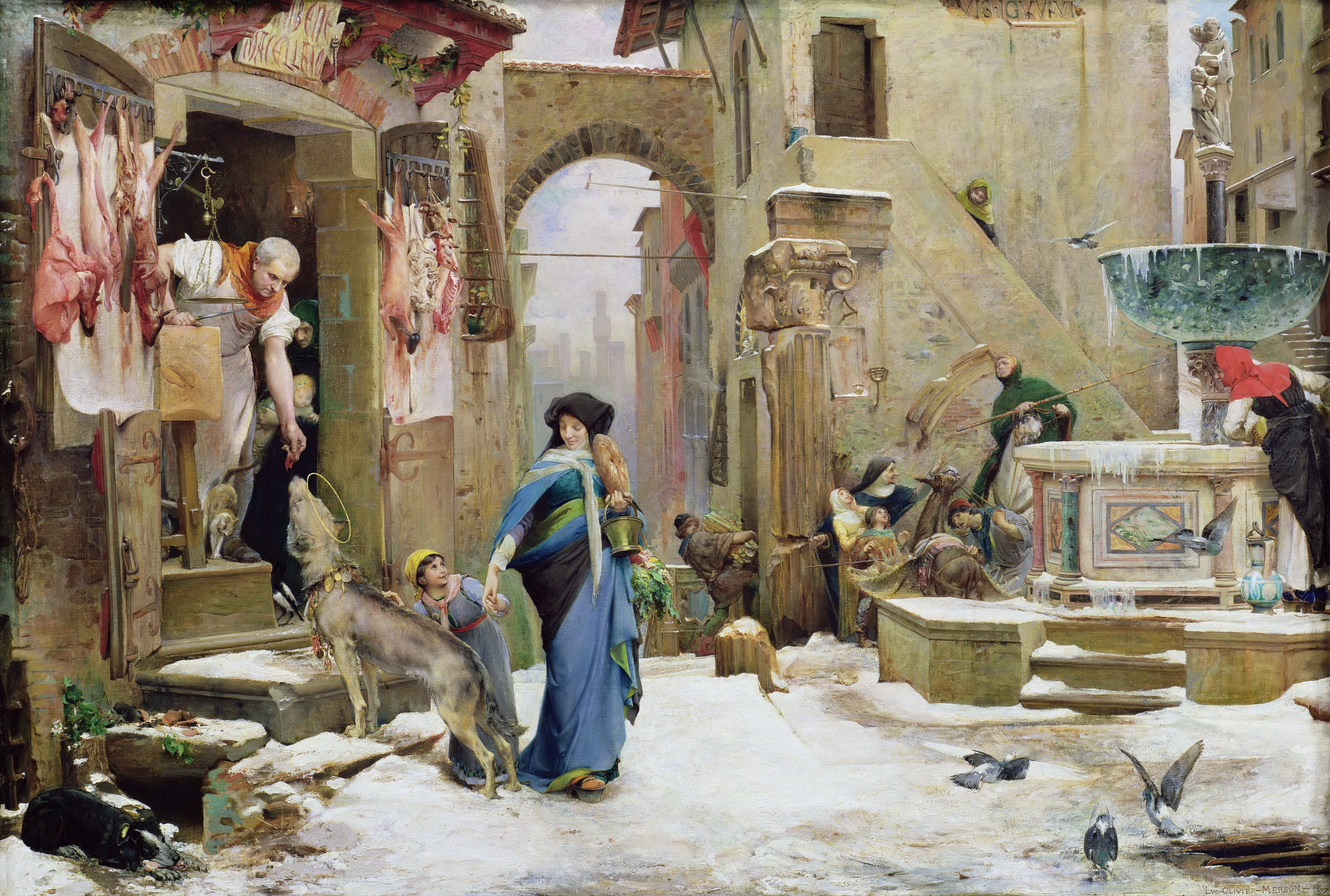
Волк из Губбио (волк святого Франциска Ассизсккого).
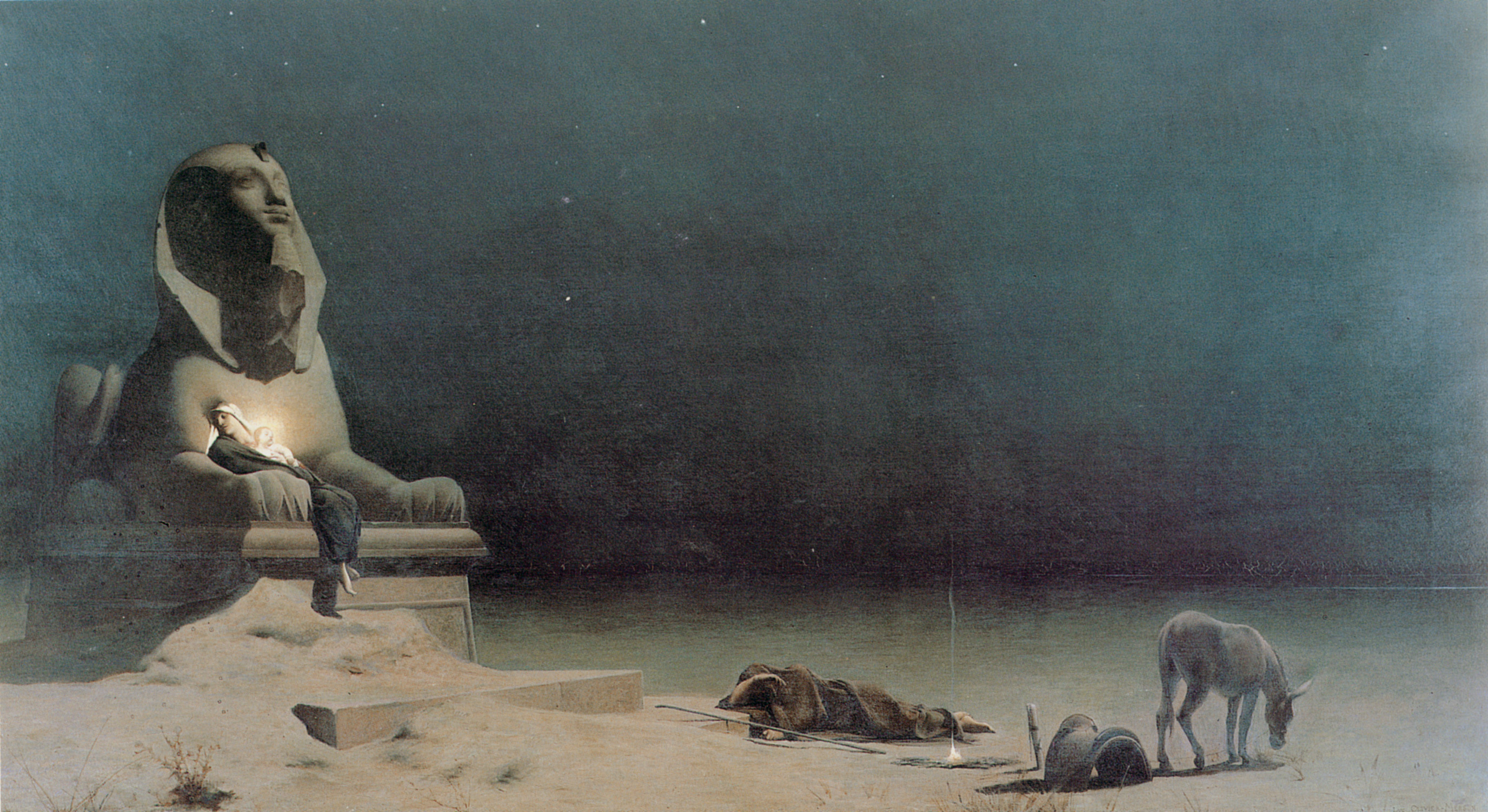
Отдых на пути в Египет.
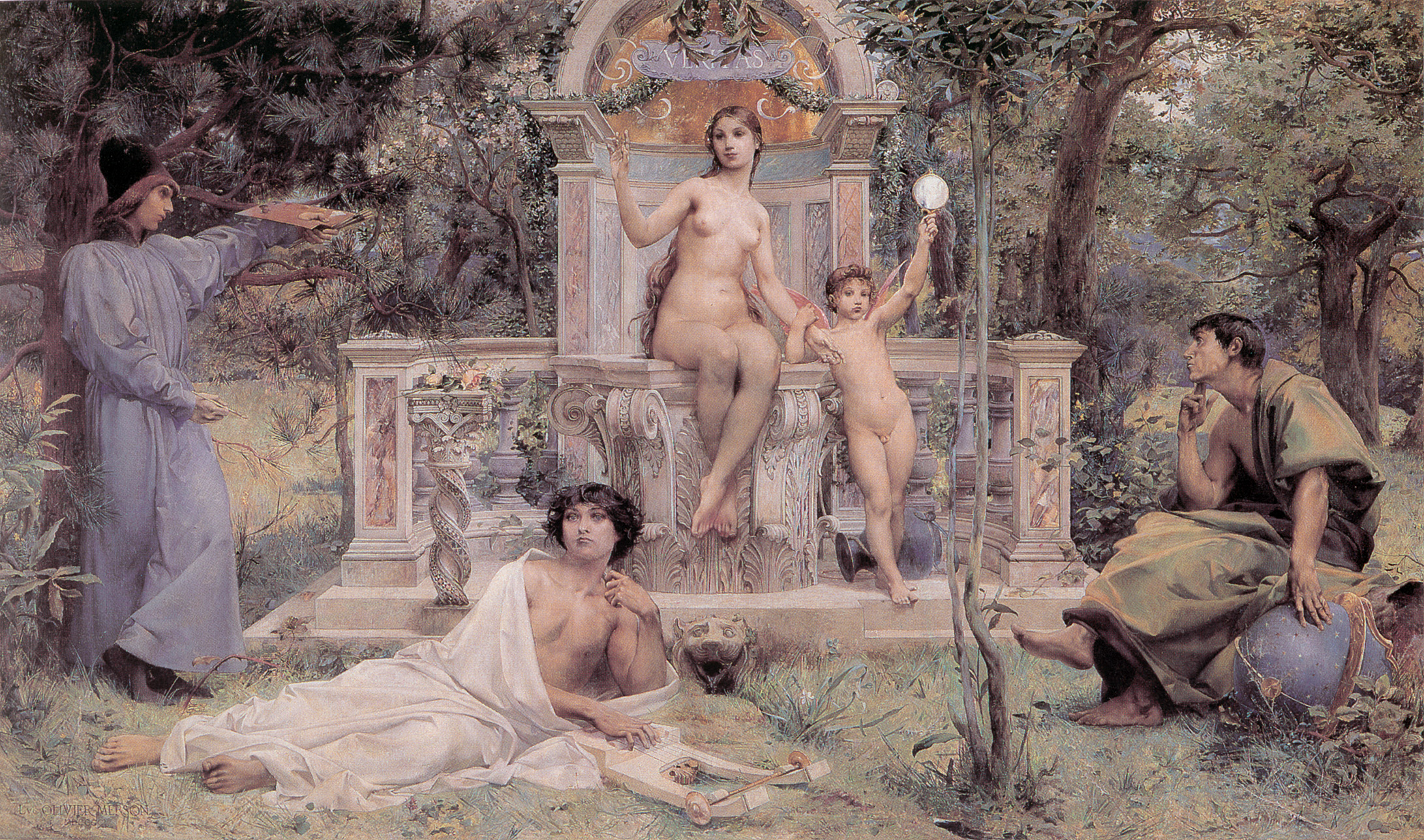
Истина
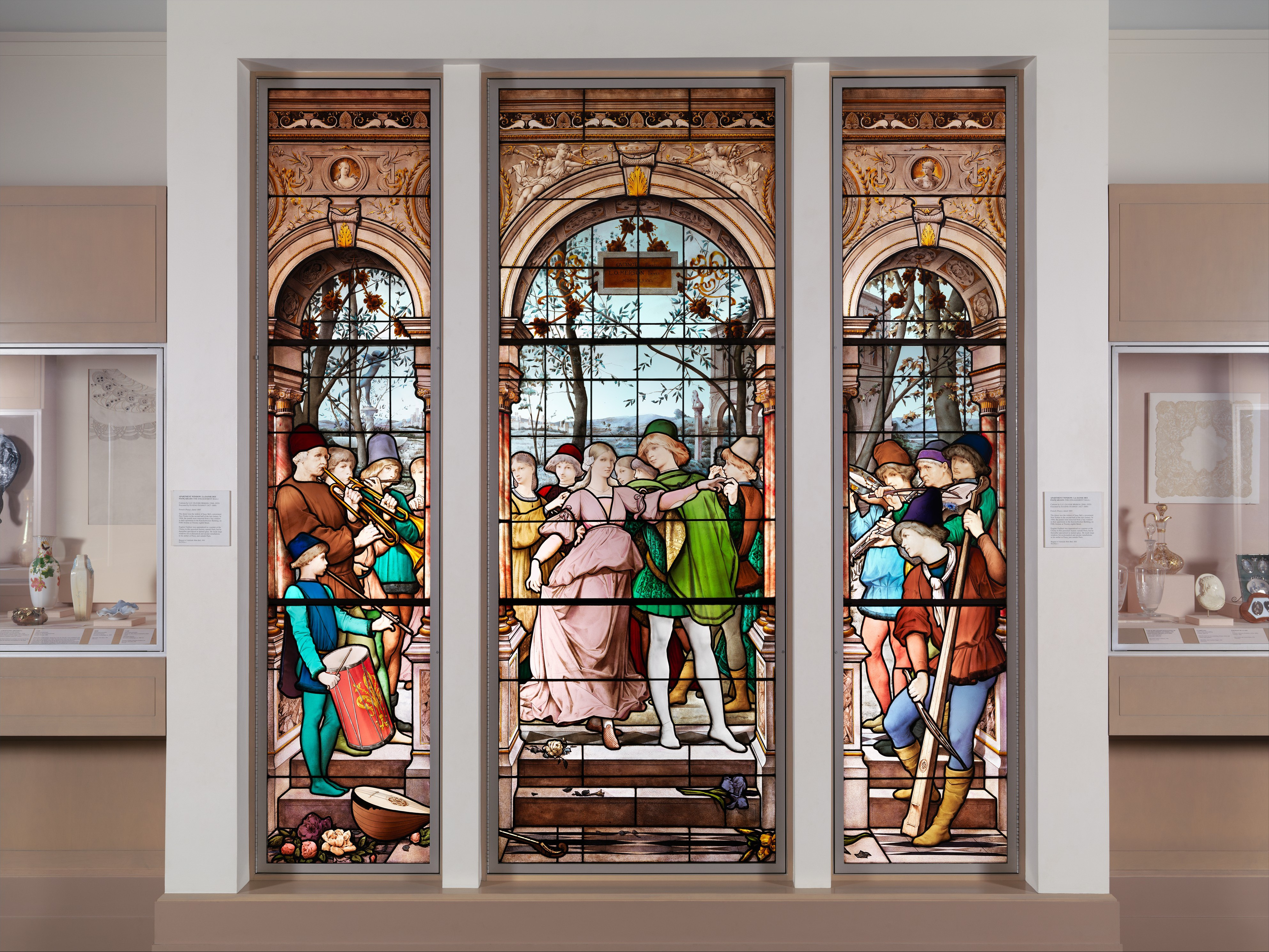
Танец новобрачных. Метрополитен-музей, Нью-Йорк.
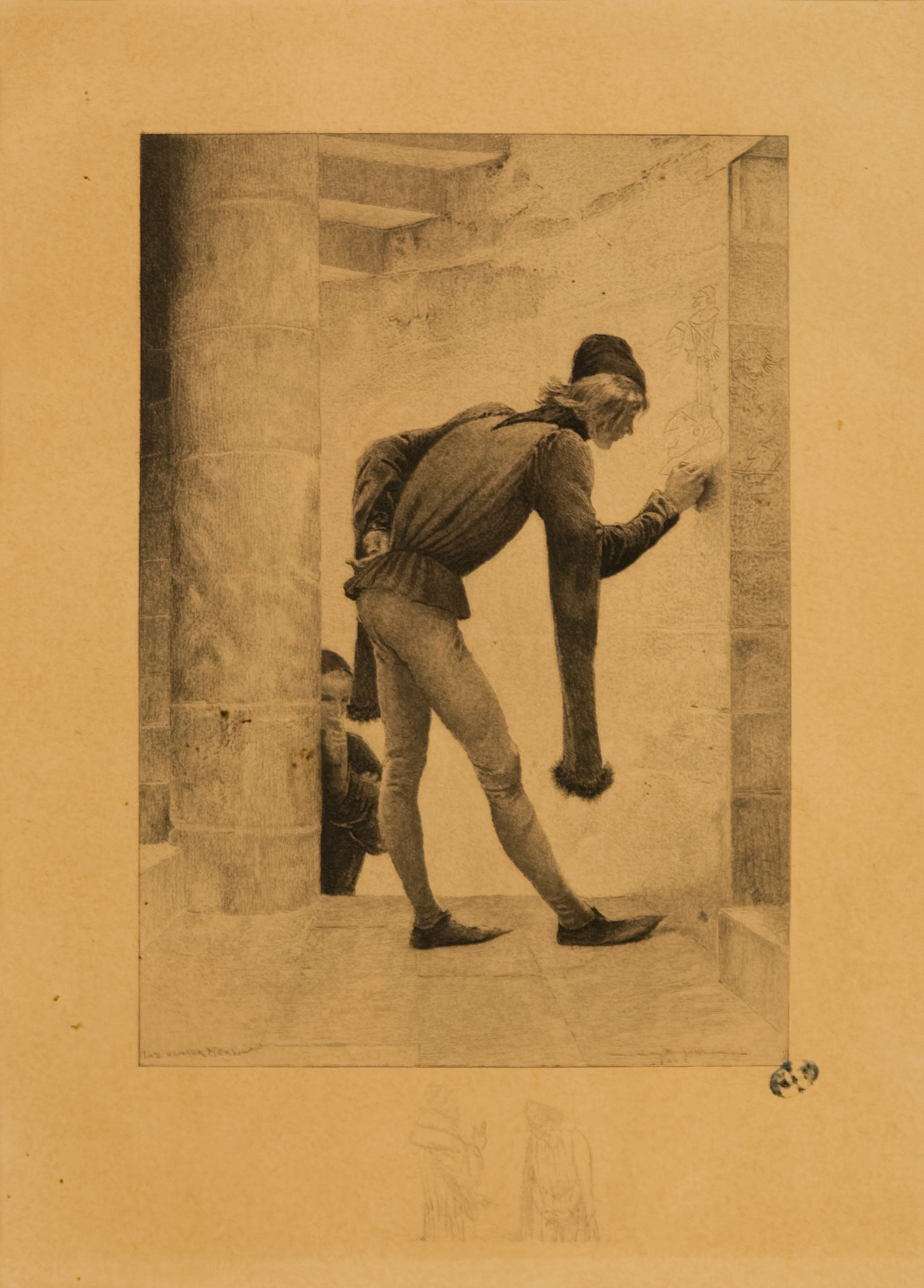
Иллюстрация к роману Виктора Гюго «Собор Парижской Богоматери».
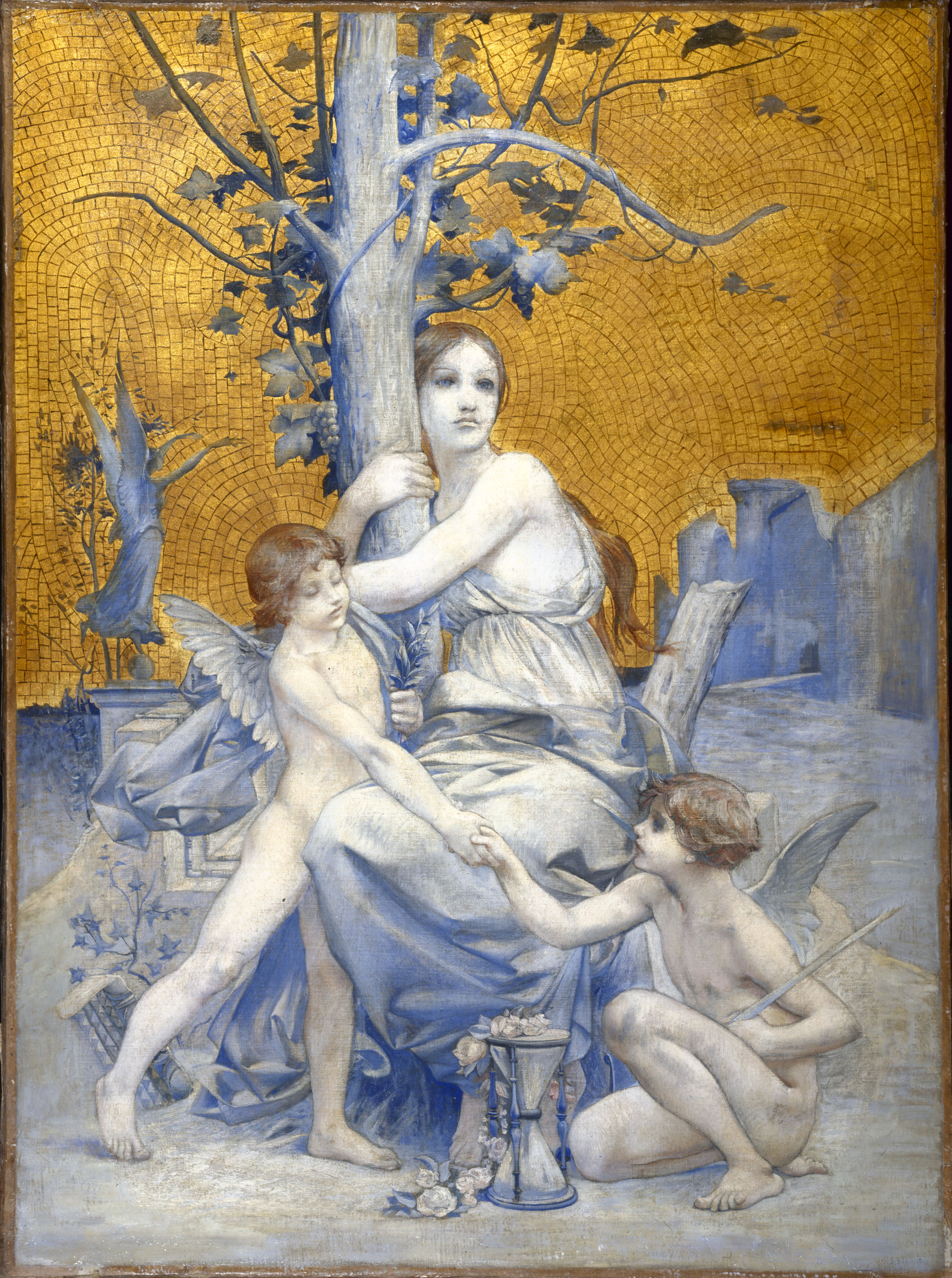
Аллегория Времени. Музей Карнавале, Париж.
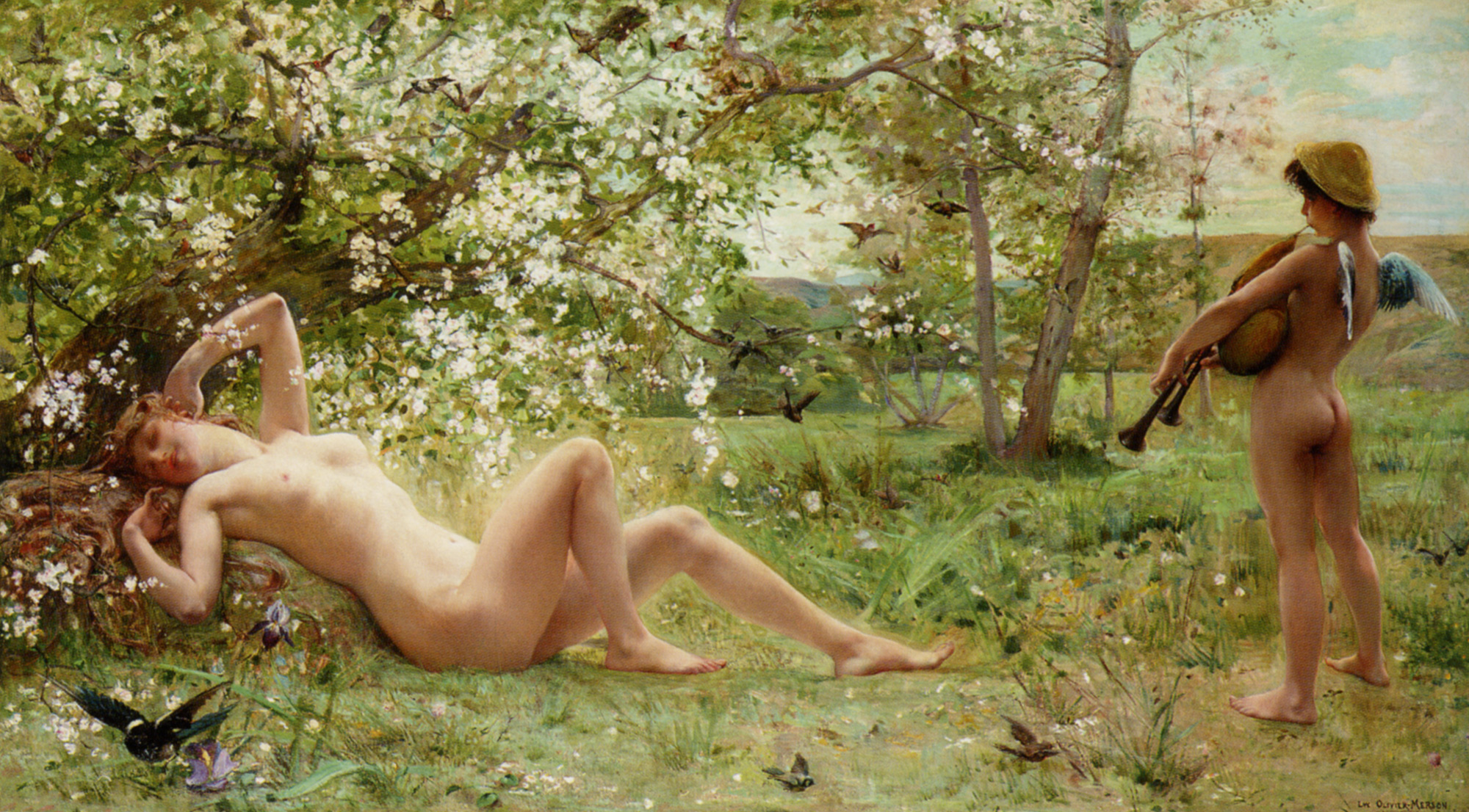
Пробуждение Весны.
Гаргульи Собора Парижской Богоматери и Квазимодо. Иллюстрация к роману Виктора Гюго.
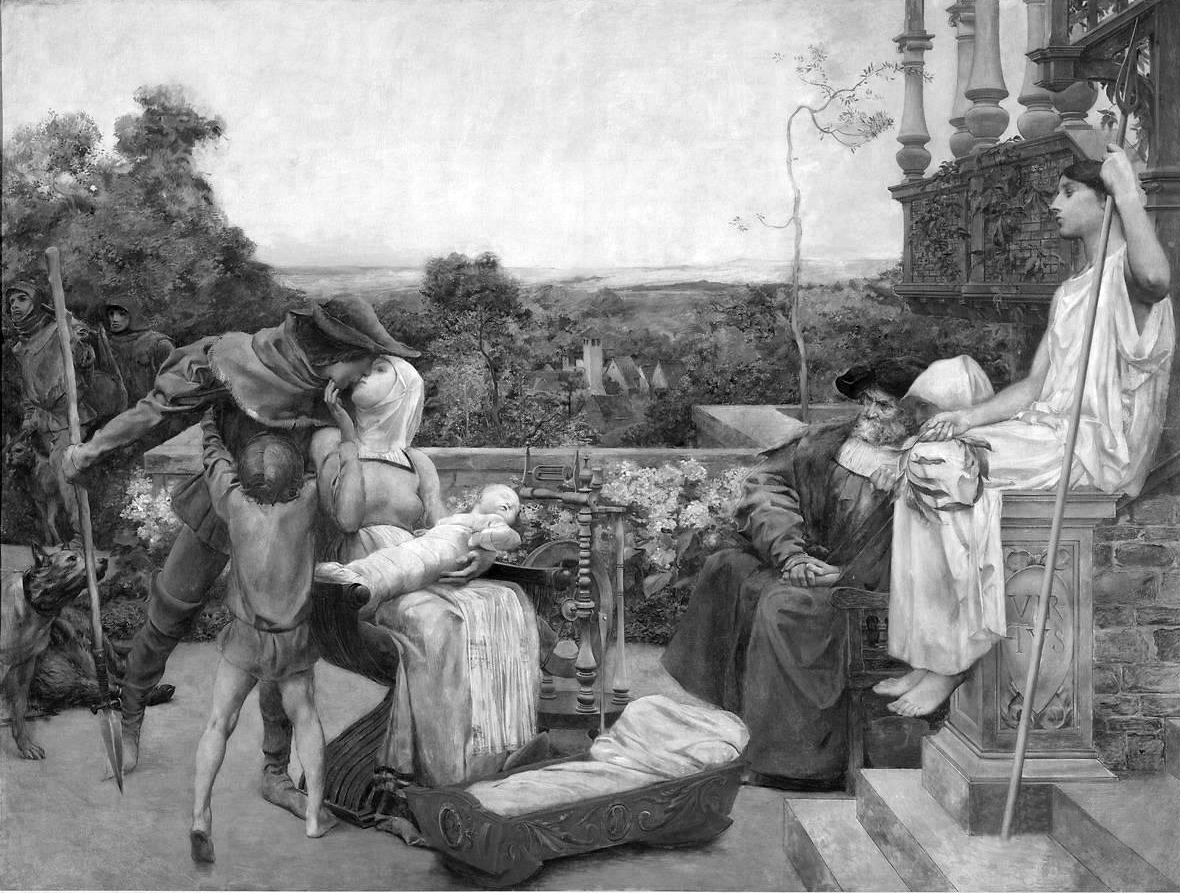
Семья.

## Дизайн купюр
|  |  |  |